# Oszlop

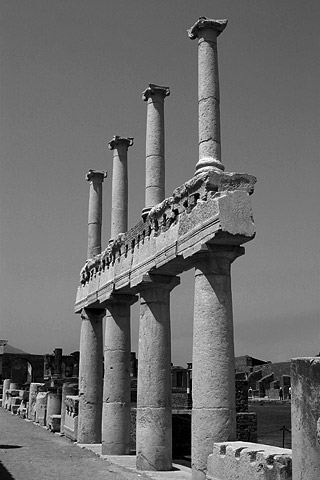
Dór és ión oszlopok Pompejiben

Az oszlop vagy kolumna az építészetben egy függőleges nyomással bíró épületelemet (boltív, gerendázat, oromzat stb.) megtámasztó, egyúttal annak terhelését a teherhordó talajra átvezető, kör, ovális, vagy más íves keresztmetszetű faltest. Készülhet egy vagy több darabból, anyaga hagyományosan kő, ritkábban fa vagy fém. Az azonos szerkezeti funkciójú, de négy- vagy sokszögű pillérrel szemben az oszlop kör keresztmetszetű. Szerkezeti funkciói mellett kiképzésük mindenkor nagy esztétikai jelentőséggel is bírt, amit az ókori Egyiptom, Perzsia, majd az iszlám és az európai építészetben is megjelenő reprezentatív oszlopcsarnokok népszerűsége is bizonyít.

## Története
A kőoszlop alkalmazását legkorábbról az ókori Egyiptomból, az i. e. 27. században tevékenykedő Imhotep munkáiból, valamint az i. e. 2000 körülre datálható beni-haszani nekropoliszból ismerjük. Ezek eleinte még lábazat és fejezet nélküliek voltak, később azonban az oszloptörzset bordázták, a fejezetet pedig már növényi motívumokkal (nádkötegek, pálmalevelek, lótusz, bimbó) vagy Hathor-fővel díszítették. Míg az egyiptomi építészet a faoszlopokból kölcsönzött formákat csakhamar átgyúrta kőanyagához megfelelően, addig az indiai és perzsa építészet jobban konzerválta a fához illő reminiszcenciákat. Az indiai oszlopok esztergályozott tagozatokat mutatnak és a perzsa építészet oszlopainak nyúlánk formái, éles tagozatai szintén famintákra utalnak.
A görög építészet tökéletesítette az oszlopot szerkezeti és esztétikai szempontból egyaránt (a legismertebbek a dór, ión és korinthoszi oszloprendek), olyannyira, hogy majdnem valamennyi utána következő építészeti stílus vagy egyszerűen átvette a görög oszlopformákat, vagy legalább alakításának princípiumait. A római építőművészet a görög oszlopokat még gazdagabban képezte ki, a törzseket virággal, levéllel díszítette, megcsavarta stb. Az oszlop alkalmazásában fontos változást jelentett, hogy a rómaiak mint különálló egységet illesztették be íves és boltozatos szerkezeti rendszerekbe és így inkább esztétikai funkciója került előtérbe, mintsem szerkezeti szerepe. Az oszlopot gyakran oszlopszékre helyezték, esetenként a falazatba süllyesztették (a térbe kiugró keresztmetszet mértékétől függően ezeket fél- vagy háromnegyedoszlopnak hívjuk). A kora keresztény és bizánci építészet megtartotta az antik oszlopformákat, csak a boltívek hordására tette alkalmasabbá, azaz az oszlopfőt alakította át.
A román stílus idejére jelentek meg azok az önhordó boltozatszerkezetek, amelyek változást hoztak az oszlopok formájában is: immár nem csupán függőleges nyomású, vízszintes szerkezeti elemek terhét kellett hordaniuk, hanem az oldalnyomású boltozatokhoz is megfelelő alátámasztást kellett biztosítaniuk. Ezzel együtt az oszlop alakja megváltozott: az oszlopfő az oldalnyomás irányának megfelelően rézsútos oldalakat kapott, a törzs barázdái eltűntek, a lábazat a nagy nyomásnak megfelelően erősen kiszélesedett stb. A gótikus stílus az oszlop alkalmazásával egészen felhagyott, csak a már meglévő pilléreknek adott az oszlopokéhoz hasonló alakot úgy, mintha egész oszlopkötegeket vagy oszlopnyalábokat alkotnának. A reneszánsz építészet tért vissza ismét a római oszlopformákhoz, s csupán egyes részleteken, az alátámasztások ritmusán stb. változtatott.
A faoszlopok szerkezeti szempontból pillérek (keresztmetszetük négyszögű), anyaguknak megfelelően nyúlánkak és kiosztásuk is szellősebb, jellemzően faszerkezetű fedélszékek gerendázatát vagy szelemenét alátámasztó ácsszerkezeti elemek. Tagozásukat az északi (svéd, norvég) vagy hegyvidéki (svájci, tiroli stb.) népek képezték ki az anyaghoz legmegfelelőbben. A vasoszlopok használata viszonylag új keletű. A modern építészetben az oszlopok tulajdonképpen beton- vagy téglapillérek, amelyek oszlopszerű, hengeres borítást kapnak.

## Szerkezeti jellemzői

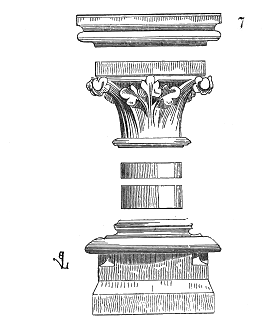
Az oszlop alkotóelemei lentről felfelé: lábazat, oszloptörzs, fejezet, abakusz

Az oszlopok hagyományosan és elsősorban nagy keménységű kőből készülnek, egyetlen monolit darabból, vagy szárazfalazással, illetve habarccsal egymásba illesztett elemekből, ún. oszlopdobokból állnak. A klasszikus építészetben a dobok rögzítését szolgálta a forgástengelyükben kiképzett mélyedés vagy lyuk, s az abban elhelyezett kő- vagy fémrúd tartotta egyben az egyes oszlopdobokat.
Az oszloptörzs formáját a sudarasodás (entazisz) jellemzi, azaz a lábazattól az oszlopnyak felé enyhén karcsúsodik, de a barokk építészetben előfordult, hogy az oszloptörzs alsó harmadától lefelé is sudarasodott. Az antik építészetben és az annak örökségét követő stílusirányzatokban az oszlopok formai kialakítását elsősorban a teherbírás és a teherátvitel biztosítása határozta meg. Az oszlop ennek megfelelően hármas tagolódású:
- Lábazat: Az oszlop legalsó, általában csökkenő keresztmetszetű konvex és konkáv elemekkel tagozott része, szerepe az, hogy az oszlop terhelését nagyobb felületre elosztva adja át az alapnak. A lábazat egyes stílusoknál hiányzik, ezt az alul erősen kiszélesedő oszloptörzs pótolja (például dór oszlop).
- Oszloptörzs: Az oszlop középső, többnyire függőlegesen vagy spirálisan barázdált (kannelúra), felfelé sudarasodó része. Ritkán lehet maga az oszloptörzs is spirálvonalú (csavart törzsű oszlop), közepén hurokszerűen kitüremkedő (csomós oszlop) vagy eltérő átmérőjű oszlopdobokból álló (francia oszlop). A kései román és a gótikus építészetben középtájon pálca- vagy lemezszerű öv, az oszlopgyűrű futott körbe.
- Fejezet vagy oszlopfő: Az oszlop legfelső, a megtámasztott szerkezeti elem nagyobb felfekvését biztosító része. Kialakítása szerint lehet architektonikusan tagozott (dór, toszkán oszlopfő), levéldíszes (korinthoszi, kompozit, középkori leveles fejezet) és ábrázoló jellegű. Általában három részből áll: az oszloptörzs átmérőjét jelentősen meghaladó méretű fejlemez (abakusz), a törzs felé szűkülő, átvezető párnatag (ekhinosz, kalathosz), illetve a fejezetet a törzstől elválasztó oszlopnyak.

### Oszloptípusok

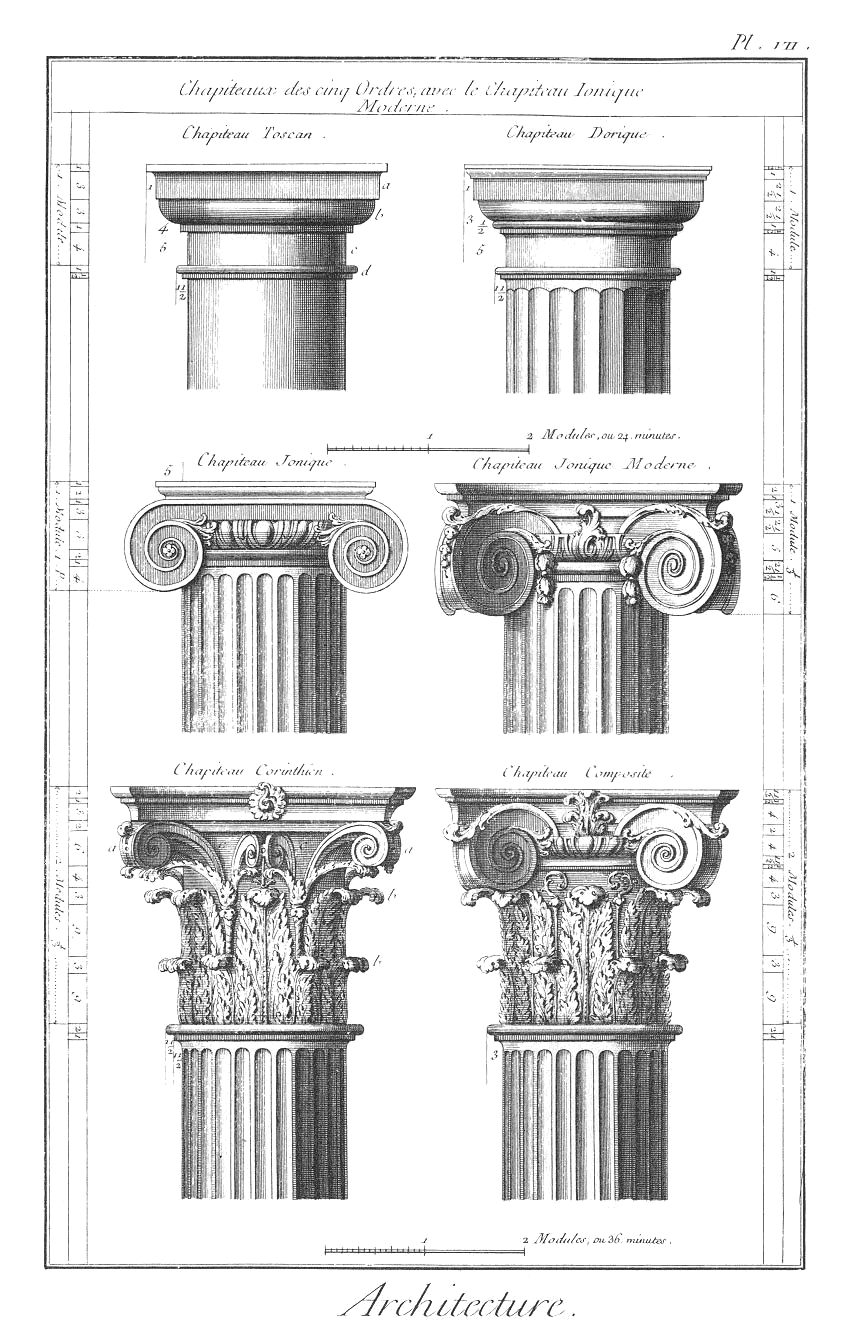
Oszlopfők: toszkán, dór, ión, modern ión, korinthoszi és kompozit fejezetek

Az oszlopokat jellemzően az oszlopfejezet kialakítása szerint szokás osztályozni, ennek megfelelően a következő ismertebb oszloptípusokat tartjuk számon:
- Pálmaoszlop: Ókori egyiptomi oszloptípus, amelynek törzsét kehely alakú, az oszlopnyaknál többsoros szalaggal összefogott, kihajló pálmaleveles oszlopfő koronázza.
- Protodór oszlop: Szintén ókori egyiptomi sziklasírokból ismert oszloptípus, korongszerű lábazaton álló, négyzetes fejlemezzel ellátott, sokszög keresztmetszetű pillér.
- Dór oszlop: Az ókori görög építészet legszigorúbb, legpuritánabb módon kialakított oszlopa, amely lábazat nélkül áll az alapzaton. Törzse erősen sudarasodó, mély kannelúrák tagolják, s az egyszerű fejezetet négyzetes abakusz zárja le.
- Ión oszlop: Az ókori görög építészet legkecsesebb oszlopa, amely már tagozott lábazattal rendelkezik, s legjellegzetesebb eleme a homlokoldalon csigavonalban tekeredő, oldalnézetben párnatagként megjelenő páros voluta.
- Korinthoszi oszlop: A ión stílust követő ókori görög oszloptípus, amelynek oszlopfőjét két egymás feletti sorban akantuszlevelek koszorúja övezi, s ezt az oszloptörzstől asztragalosz választja el.
- Toszkán oszlop vagy római dór oszlop: Az etruszk építészetben megjelent, egyszerű, elnagyolt arányú, vájat nélküli oszlop, amelyből a reneszánsz építészek alkottak önálló oszloprendet.
- Kompozit oszlop: Az ókori Rómában kialakult, a ión és a korinthoszi oszlop tulajdonságait ötvöző oszloptípus, tágabb értelemben bonyolult felépítésű oszlop.
- Francia oszlop: A francia reneszánsz építész, Philibert de l’Orme újítása, a függőleges kannelúrától eltérően vízszintes gyűrűkkel tagolt, eltérő átmérőjű dobokból álló oszlop.

Az egyes oszlopokhoz kiérlelt oszloprend is kapcsolódik, amely az oszlopsor és a feltámasztott szerkezeti elemek meghatározott, pontos egymáshoz kapcsolódását és rendjét írta elő. Ezek egyik ismérve az egyes oszlopok fent taglalt formája és mérete mellett az oszlopköz (metasztülion vagy intercolumnium) meghatározása. Ez mai fogalmaink szerint az oszlopok tengelytávolsága, az ókori építészetben az oszlopok szélei közötti távolság. Vitruvius öt fajta oszlopközt ismert, s a legszebbnek azt tartotta, amely az oszlop alsó átmérőjének két és egynegyedszerese.